# Kościół Narodzenia Najświętszej Maryi Panny w Osielsku
Kościół Narodzenia Najświętszej Maryi Panny – rzymskokatolicki kościół parafialny należący do parafii pod tym samym wezwaniem (dekanat Osielsko diecezji bydgoskiej).
Obecna świątynia została wzniesiona w 1844 roku przez księdza proboszcza Wojciecha Gosiorowskiego na tym samym miejscu, gdzie stał poprzedni kościół. Budowla miała 62 stopy długości, 32 stopy szerokości i od 38 do 40 stóp wysokości. Wzniesiona została na planie prostokąta, z cegły, z ozdobami na ścianie szczytowej, posiadała dach dwuspadowy, pokryty przez mistrza murarskiego Fryderyka Meyera z Bydgoszczy. Świątynia została konsekrowana - w czasie odbywania wizytacji kanonicznej, przez księdza biskupa sufragana Jerzego Jeszke w dniu 24 czerwca 1876 roku. Po sekularyzacji klasztoru sióstr Klarysek w Bydgoszczy ołtarz boczny został przeniesiony do świątyni w Osielsku. Został on umieszczony na miejsce ołtarza głównego.
W 1902 roku mając do dyspozycji specjalny legat w wysokości 7000 marek po zmarłym proboszczu księdzu H. Schultzu na budowę wieży, nowy proboszcz ksiądz F. Jaruszewski, z pomocą parafian, rozpoczął rozbudowę świątyni. Nie obejmowała ona tylko budowę 34-metrowej wieży, ale także dobudowanie kruchty, nowej zakrystii i dwóch dużych kaplic bocznych przy nawie głównej. W związku z tym ze starej świątyni zachowało się tylko prezbiterium i część murów nawy głównej. 
W latach 70. XX wieku w związku z reformami Soboru Watykańskiego II zostało przebudowane prezbiterium, aby dostosować je do odnowionej liturgii. Stół ołtarzowy do sprawowania mszy świętej został przeniesiony z kościoła św. Mikołaja w Bydgoszczy-Fordonie.
W 1982 roku została wybudowana druga zakrystia, po otrzymaniu zezwolenia we wrześniu 1981 roku, wydanego przez wojewódzką władzę planowania przestrzennego w Bydgoszczy.